# جازادا شيانو
جازادا شيانو (بالإيطالية: Gazzada Schianno) هي بلدية تقع في مقاطعة فاريزي ضمن إقليم لومبارديا في شمال إيطاليا، على بُعد حوالي 45 كيلومترًا شمال غرب ميلانو، ونحو 4 كيلومترات جنوب فاريزي.
تُخدَم المدينة بواسطة محطة قطار جازادا-شيانو-موراتسوني.
تتكوّن البلدية من منطقتين رئيسيتين هما: جازادا وشيانو. وتشترك في الحدود مع البلديات التالية: برونيليو، بوغوجياتي، لوتسا، موراتسوني، وفاريزي.
في عام 1967، استضافت جازادا لقاءات للحوار بين الأنغليكان والكاثوليك عقب المجمع الفاتيكاني الثاني.

## التوأمة
- ألمانيا سيكاتش – ألمانيا

## وصلات خارجية
- الموقع الرسمي